# Globalstar seconde génération
Globalstar seconde génération est la constellation de seconde génération des satellites Globalstar.
Elle est déployée à partir du troisième trimestre 2010.
Ces 48 satellites (dits GB2), destinés à remplacer ceux de première génération, déjà en orbite circulaire inclinée à 52 degrés, à une altitude de 1 414 km, sont lancés par grappe de six par huit fusées Soyouz à partir du nouveau pas de tir du Centre spatial guyanais, en 2010-2011.
La réalisation des satellites a été attribuée à Alcatel Alenia Space, devenue Thales Alenia Space (TAS), dans l'établissement de Cannes.
Ces satellites de seconde génération sont plus gros : 700 kg au lieu de 440 kg et ont une durée de vie prévisionnelle de 15 ans au lieu de 7,5 ans.
La vitesse de transmission des données passe de 9,6 kb/s à 1 Mb/s dans le sens descendant et 256 kb/s dans le sens montant.
Le projet représente 621 M€ pour les 48 satellites, soit 13 M€ pièce et 40 M€ pour le déploiement.
Ce programme subit des premières vicissitudes dues à la crise financière de 2007-2009, obligeant la Coface à intervenir garantissant un prêt bancaire de 574 M€ permettant de terminer la constellation. Finalement, en juillet 2009, Globalstar, Inc obtient le financement complet de sa constellation permettant la signature d’un avenant au contrat initial précisant notamment les nouvelles conditions de production et le calendrier de livraison des satellites pour permettre un démarrage des lancements de la constellation dès 2010,.
Le 13 septembre 2012, Globalstar commande six satellites supplémentaires à Thales Alenia Space, pour un montant de 149,9 M€, devant être lancés en 2015.

## Caractéristiques
Avec une masse au lancement d’environ 700 kg et une puissance en fin de vie de 1,7 kW, chaque satellite est équipé de 16 répéteurs dans les bandes C à S et 16 récepteurs dans les bandes L à C.
Ils offrent en outre une plate-forme pour des services améliorés et la mise en place de solutions innovantes.
Le module de service, basé sur la plateforme EliteBus assure :
- un contrôle d'attitude trois-axes, au moyen d'un jeu de 4 roues à réaction, de générateur de couples magnétiques et d'un jeu de 4 moteurs-fusées de 1 Newton de poussée. La détermination d'attitude est fournie par des senseurs terrestre infrarouge (IRS, pour InfraRed Sensor) et solaires grossier (CSS pour Coarse Sun Sensor) et fin (FSS pour Fine Sun Sensor).
- un positionnement précis sur orbite grâce à un équipement de navigation GPS .
- une puissance électrique fournie par un générateur solaire avec des cellules photovoltaïques à l'arséniure de gallium et des batteries Lithium-Ion.

Ces nouveaux satellites sont produits à l'échelle de l'Europe, notamment sur plusieurs sites de Thales Alenia Space :
- en France, notamment 
  - à Cannes, maître d'œuvre du programme, fabricant les sous-systèmes thermiques, les structures, le câblage, la propulsion et réalisant l'intégration mécanique des satellites avant leur envoi à Rome pour l'intégration finale et les essais ; et responsable des services d’assistance technique pour les lancements et le contrôle en orbite des satellites ;
  - à Toulouse : les charges utiles
- en Italie, notamment à L'Aquila (diverses unités électroniques) ; à Turin (une partie des panneaux structurels) ; à Milan (calculateurs de bord et une partie des récepteurs GPS) ; à Rome antennes en bande L et l'intégration finale et les essais de la série des satellites
- en Espagne, à Madrid : diverses unités électroniques.

## Lancements
Pour mettre en orbite ces satellites, tous les lanceurs commerciaux fiables du monde sont en lice, dont l'Ariane européenne. La stratégie de mise en orbite est la même que pour les satellites de première génération.

### Stratégie de mise en orbite
Le lanceur place la grappe de satellites sur une orbite de transfert, inclinée à 52 degrés (plan orbital prévu pour la constellation) dont les caractéristiques sont (environ) : périgée 235 km ; apogée 920 km. L'étage supérieur du lanceur, lors du passage proche d'un apogée, une heure environ après le lancement, fait remonter l'orbite et place la grappe sur une « orbite de parking » quasi circulaire aux environs de 920 km d'altitude. Les satellites sont séparés du dispenseur et pris en charge et vérifiés par le centre de contrôle. La phase d'augmentation de l'altitude (orbit raising) commence alors. Elle consiste à monter un satellite à son altitude de mission de 1 414 km en plusieurs manœuvres, tout en plaçant le satellite dans le bon plan orbital (de A à H) et dans le bon slot (ou phase). L'excentricité de l'orbite doit aussi être maintenue proche de zéro. La durée totale des manœuvres est supérieure à 11h, soit plus de 5 révolutions orbitales. La pression dans le réservoir diminue au fur et à mesure (blow-down) et la force propulsive est divisée par trois entre le début d'orbit raising et la fin.
Les satellites sont montés sur l'orbite finale progressivement en fonction des besoins. La dérive différentielle de rotation de plan orbital entre l'altitude de parking et l'altitude de mission permet de peupler plusieurs plans orbitaux à partir d'une même orbite de parking. Par exemple, le premier lancement en octobre 2010 a permis de monter un satellite dans le plan C (novembre 2010), puis 3 satellites dans le plan B (janvier 2011) et enfin 2 satellites dans le plan A (mars 2011).

### Lancements effectuées
En août 2010, les premiers satellites quittent le site industriel de Thales Alenia Space de Rome pour rejoindre leur site de lancement à Baïkonour.
- 19 octobre 2010 : premier lancement de 6 satellites par un Soyouz Fregat depuis Baïkonour exploité par Arianespace via son entreprise associée Starsem[8],[9],[10]. Après les manœuvres de mise à poste, les satellites sont placés sur une orbite à 914 km : un satellite est destiné au plan C qui sera rejoint entre le 29 octobre et le 7 novembre ; deux autres au plan B devant être rejoint entre le 22 décembre et le 7 janvier 2011 ; les trois derniers au plan A prévus entre le 15 février et le 8 mars 2011[11]. Le 20 février 2011, les quatre premiers satellites sont mis à poste avec succès sur leur orbite opérationnelle, les opérations de mise à poste ayant été prises en charge par les équipes de Thales Alenia Space depuis le centre de contrôle de Globalstar à Milpitas, en Californie. La fin de cette phase marque l’entrée en service de la nouvelle constellation[12].
- 13 juillet 2011 : 6 nouveaux satellites sont lancés depuis Baïkonour[13].
- 28 décembre 2011 : 6 nouveaux satellites sont lancés depuis Baïkonour[14].
- 6 février 2013 : 6 nouveaux satellites sont lancés depuis Baïkonour[15].